# Trifão (prefeito urbano)
Trifão (em grego: Τρύφων; romaniz.: Tryphon) foi um oficial bizantino do século VI que esteve ativo durante o reinado de Justiniano (r. 527–565). Irmão do prefeito urbano de Constantinopla Teodoro Teganista, foi nomeado como prefeito urbano em substituição de Eudemão durante a revolta de Nica, em 532. Pode possivelmente ser identificado com o prefeito urbano de nome desconhecido que Justiniano ordenou que punisse a facção dos Azuis após o fim da revolta.